# Lucille Dumont
Lucille Dumont (Montreal, 20 de janeiro de 1919 - 29 de julho de 2016) foi uma cantora e apresentadora de rádio e televisão canadense. Ela fez parte do nascimento da televisão quebequense, participando dos primeiros shows televisivos da Rádio Canadá.
Foi incluída no Canadian Songwriters Hall of Fame, reconhecida por ter "servido e personificado a música popular do Quebec". Ela também recebeu a Ordem do Canadá, em 15 de abril de 1999, e a Ordem Nacional do Quebec, em 2001.

## Discografia

### Álbuns
- 1954 Lucille Dumont (Radio-Canada, P-111)
- 1963 Lucille Dumont (Adagio, 298501)
- 1964 Pour toi... (Columbia, FL-326/FS-326; Reedição 1968, Harmonie, HFS-9055)

### Singles
- 1938 Darling, je vous aime beaucoup – Traversée (Bluebird, B-1134)
- 1947 Notre-Dame-des-Amours – La guitare à Chiquita (RCA Victor, 56-5135)
- 1947 Brin d'amour – Babalou (RCA Victor, 56-5136)
- 1947 Mon coeur est au bal – Le petit cousin (RCA Victor, 56-5141)
- 1947 Le p'tit bal du samedi soir – Ce n'était pas original (RCA Victor, 56-5142)
- 1947 C'était un jour de fête – Ça s'fait pas (No can do) (RCA Victor, 56-5149)
- 1948 Le gros Bill – C'est loin tout ça (RCA Victor, 56-5150 – 57-0004)
- 1948 Bal d'amour – Le régiment des mandolines (RCA Victor, 56-5155)
- 1948 Au petit bal sous la lune – Captain Cap (RCA Victor, 56-5159)
- 1949 Pour un baiser d'amour – Cheveux au vent (RCA Victor, 56-5165 – 57-0003)
- 1949 Clopin-clopant – Coucou (RCA Victor, 56-5166)
- 1949 Maître Pierre – Boléro (RCA Victor, 56-5177 – 57-0016)
- 1949 Papa maman – Le petit rat (RCA Victor, 56-5178 – 57-0017)
- 1950 L'écho des mandolines – Angelo mio (RCA Victor, 56-5193 – 57-0054)
- 1950 Les feuilles mortes – C'est pas banal (RCA Victor, 56-5201 – 57-0080)
- 1950 Vent d'automne – Cent pour cent (RCA Victor, 56-5202 – 57-0081)
- 1950 Si tu viens danser dans mon village – Y'avait toi (RCA Victor, 56-5216 – 57-0147)
- 1950 Ah! C'qu'on s'aimait – Coquin d'amour (RCA Victor, 56-5217)
- 1955 Les feuilles mortes – Pour un baiser d'amour (RCA Victor, 57-5268)
- 1957 Le ciel se marie avec la mer – Parc Lafontaine (Pathé, 77.134)
- 1957 Parc Lafontaine – Mon Saint-Laurent, si grand, si grand (Pathé, 77.137)
- 1958 Dis-moi quelque chose de gentil – Relaxez-vous (Music-Hall, 45-116)
- 1974 La main noire – Le petit appartement (Totem, TO-4728)

### Compilações
- 1964 Mes premières chansons (RCA Victor Gala, CGP 243)
- 1996 Les refrains d'abord (2 CD, Fonovox, VOX 7825-2)
- 2005 Lucille Dumont : Collection Québec Info Musique (Expérience, EXP-105)

### Colaborações e performances como convidada
- 1957 12 chansons canadiennes (Pathé, PAM 68.000; Relançado em 1976 « En veillant sur le perron » avec titres supplémentaires, Capitol, SKB 70047)
- 1959 Difficultés temporaires (Music-Hall, 33-107)
- 1962 Les 12 meilleures chansons canadiennes (Variété, 9000)
- 1962 The Neil Chotem Orchestra (CBC Transription, LM-17)
- 1962 Yvan Landry & son Trio (CBC, RM-79)
- 1963 Chansons sur mesure 1963 (Adagio, 198.001)
- 1999 Complices, au fil des âges! (Disques Authentiques)
- 2001 Le cabaret des refrains (GSI Musique, GSIC-977)